# Fionn mac Cumhaill
Fionn mac Cumhaill (uitspraak: /fʲiːn̪ˠ mˠak 'kuwaːlʲ/ in het Iers, doch vaak verengelst als Finn McCool, /fɪn mɘ 'kuːl/) is een mythische krijger uit de Ierse mythologie. De verhalen over Fionn en zijn volgelingen, de Fianna, vormen de Fiannaidheacht of Finncyclus. In de negentiende eeuw vormde mac Cumhaill de inspiratie voor de Fenian Brotherhood, een Ierse onafhankelijkheidsbeweging.